# توم لينكولن
توم أ لينكون (بالإنجليزية: Tom a Lincoln)‏ هي قصة رومانسية للكاتب الإنجليزي ريتشارد جونسون، نشرت في جزأين في 1599 و1607. الشخصية الرئيسية، توم، هو ابن غير شرعي للملك آرثر وفتاة تدعى أنجيليكا. وهو أب لشخصيتين مهمتين أخريين، الفارس الأسود والفارس الجني.

## الحبكة
يبدأ الجزء الأول بقصة ولادة توم: هو نتاج علاقة غير مشروعة بين الملك آرثر وأنجليكا، ابنة عمدة لندن. لإخفاء زانيهما، أرسل آرثر وأنجليكا طفلهما سرا ليتم تربيته على يد أنطونيو، راعي لينكولنشاير. يربي الراعي توم على أنه من أبناءه، ولكن نبل توم الفطري يقوده للسعي إلى المغامرة باسم «فارس الوردة الحمراء». يعيش حياة الجريمة قبل أن يوبخه أبوه بالتبني ويكشف أنه لقيط. آرثر، الذي يدرك أن توم هو ابنه، يرسل فرسانه لانسيلوت، تريسترام، وتريمورلجلبه إلى المحكمة. يتم تعيين توم على الفور فارسًا في المائدة المستديرة، ولكن آرثر لا يكشف عن هويته. توم يتودد إلى المحكمة مع بسالته العسكرية، وبلغت ذروتها مع نجاحه في حرب إنجلترا ضد البرتغال.ثم ينطلق مع مجموعة من الفرسان في مغامرة للعثور على والديه. تهبط سفينة توم على جزيرة تسمى أرض الجنية، تسكنها النساء بالكامل. ينام توم مع الملكة، سيليا، لكنه مجبر على العودة إلى مسعاه. فأخذ يتعهد بالعودة. بالعودة إلى السفينة، لانسيلوت يحكي قصة الحب الكبير بين فتاة صغيرة والأمير فالنتاين من اليونان. في النهاية تأتي السفينة إلى مملكة بريستر جون، حيث يدافع توم عن الملك ضد التنين قبل أن يهرب مع ابنته أنجليتورا، التي تلد في وقت لاحق الفارس الأسود. يحاول توم العودة إلى أرض الجنية، حيث أنجبت سيليا ابنه، الذي سيعرف فيما بعد باسم فارس الجن. وهي تقترب من الجزيرة، ولكن خدعة المد والجزر تمنع السفينة من الهبوط. ظناً منها بأنها مهجورة، دبّست سيليا ورقة على صدرها وأغرقت نفسها في البحر. يستعيد طاقم توم جثتها ويبحر عائدًا إلى إنجلترا، حيث يدفنوها مع كامل الشرف.
الجزء الثاني يقوض إلى حد كبير عمل الجزء الأول وأفكاره. آرثر المحتضر يكشف عن زناه مع أنجليكا،ويتم الكشف عن نسب توم. عندما اكتشفت أنجليتورا أنه غير شرعي، قامت بقتله. تستمر روحه في إخبار الفارس الأسود بأفعالها، وهو بدوره يقتلها. ينتهي كل من الفارس الأسود والفارس الجني بالسفر معاً في العديد من المغامرات

## روابط خاريجة
- 1655 edition on Google Books
- Harper، Ryan (2008). "Introduction to Richard Johnson's Tom A Lincoln". The Camelot Project. University of Rochester. مؤرشف من الأصل في 2020-11-18. اطلع عليه بتاريخ 2021-01-30.